# Карни, Джеральд
Дже́ральд То́мас Ка́рни (англ. Gerald Thomas Carney, род. 16 декабря 1944, Бруклин, Нью-Йорк) — американский историк религии и индолог, профессор-эмерит религии в отставке Хэмпден-Сидней-колледжа. Специализируется на исследовании гаудия-вайшнавизма, в частности теологического влияния вайшнавской драмы и вайшнавской эстетики, а также изучении ранней вайшнавской миссионерской деятельности на Западе. В течение четырёх десятилетий Карни документировал находящуюся под угрозой «духовную экологию Вриндавана».

## Ранние годы
Родился в Бруклине, Нью-Йорк. Окончил Ксавьерскую католическую частную школу.

## Образование и профессиональная деятельность
В 1966 году получил степень бакалавра в католическом Кафедральном колледже Непорочного зачатия в Нью-Йорке. Затем изучал католическое богословие в Папском Григорианском университете в Риме. В 1973 году получил степень магистра в Фордемском университете. Затем занимался богословским исследованием «Чайтанья-чандродая-натаки» — драмы средневекового кришнаитского поэта и святого Кавикарнапуры, посвящённой жизни Чайтаньи. В 1979 году под научным руководством профессора Жозе Перейры защитил докторскую диссертацию по истории религии по теме The Theology of Kavikarṇapūra’s Caitanyacandrodaya, Act II. В 1977—1978 годах — приглашённый ассистент-профессор в Хэмпден-Сидней-колледже. В 1978—1982 годах — ассистент-профессор Бостонского колледжа преподавал на кафедре теологии. В 1983 году получил в Бостонском колледже степень магистра по управлению бизнесом. С 1982 года — старший преподаватель, а затем адъюнкт-профессор религии в том же колледже. С 1992 года — профессор религии.

## Личная жизнь
Женат на Эллен Делуке — профессоре-эмерите медицины Линчбергского колледжа. От брака с ней имеет сына Питера. С 1998 года живёт в г. Линчберг (штат Виргиния).

### Диссертации
- Gerald T. Carney. The Theology of Kavikarṇapūra's Caitanyacandrodaya, Act II. — New York: Fordham University, 1979. — 407 p.

### Монографии
- Roger Schmidt, Gene C. Sager, Gerald T. Carney, et al. Patterns of Religion. — Belmont, CA: Wadsworth Publishing, 1999. — ISBN 0534506577.
  - Roger Schmidt, Gene C. Sager, Gerald T. Carney, et al. Patterns of Religion. — 2nd ed. — Belmont, CA: Wadsworth Publishing, 2004. — xvii, 486 p. — ISBN 0534627412.
  - Roger Schmidt, Gene C. Sager, Gerald T. Carney, et al. Patterns of Religion. — 3rd ed. — Belmont, CA: Wadsworth Publishing, 2012. — 512 p. — ISBN 1111186553.

### Статьи и главы в книгах
- Gerald T. Carney. The Erotic Mysticism of Caitanya // Journal of Dharma. — 1979. — Вып. 4, № 2. — С. 169-179. — ISSN 0253-7222.
- Gerald T. Carney. "The Play About the Gifts": The Inset Play in Act III of Kavikarṇapūra's Caitanyacandrodaya // Annals of the Southeast Conference of Asian Studies. — 1984. — Вып. 6. — С. 13-. — ISSN 0883-8909.
- Gerald T. Carney. Kim and Jim: Two Images of Indian Religion and Culture During the Colonial Period // Annals of the Southeast Conference of Asian Studies. — 1989. — Вып. 11. — С. 91-112. — ISSN 0883-8909.
- Gerald T. Carney. Caitanya and His Mother Śacī Discuss Sannyāsa: A Note to Kavikarṇapūra's Caitanyacandrodaya // Tony K. Stewart Shaping Bengali Worlds, Public and Private. — East Lansing, MI: Asian Studies Center, Michigan State University, 1989. — С. 8-19.
- Rasa Theology: The Drama of Divine Love // Steven J. Rosen Vaiṣṇavism: Contemporary Scholars Discuss the Gauḍīya Tradition. — New York: Folk Books, 1992. — С. 295-303. — ISBN 0961976365.
- Gerald T. Carney. Christophany: The Christie Principle and Pluralism // Joseph Prabhu The Intercultural Challenge of Raimon Panikkar. — Maryknoll, NY: Orbis Books, 1996. — С. 131-144. — ISBN 1570750564.
- Gerald T. Carney. Act III of Caitanyacandrodaya // Journal of Vaishnava Studies. — 1997. — Вып. 5, № 1. — С. 53-64. — ISSN 1062-1237.
- Gerald T. Carney. Bābā Premānanda Bhāratī: A Comparative Study // Journal of Vaishnava Studies. — 1998. — Вып. 6, № 2. — С. 161-188. — ISSN 1062-1237.
- Gerald T. Carney. Bābā Premānanda Bhāratī’s "Privileged View" of Christianity // Journal of Vaishnava Studies. — 2004. — Вып. 13, № 1. — С. 77-102. — ISSN 1062-1237.
- Gerald T. Carney. Caitanya // Stanley A. Wolpert Encyclopedia of India. — Detroit: Charles Scribner's Sons, 2006. — Т. 1. — С. 231. — ISBN 0-684-31350-2.
- Gerald T. Carney. From Ashram to Condo: Transformation of a Religious Ideal // Southeast Review of Asian Studies. — 2007. — Вып. 29. — С. 137–156. — ISSN 1083-074X.
- Gerald T. Carney. “A Patriot of the Old School” Baba Premananda Bharati and Indian Nationalism // Rita Dasgupta Sherma, Adarsh Deepak Contemporary Issues in Constructive Dharma: Epistemology And Hermeneutics. — Hampton, VA: Deepak Heritage Books, 2005. — С. 91-104. — ISBN 0937194476.
- Gerald T. Carney. Conference Report: Spirit in the World: Renunciation/Affirmation - A Vaisnava-Christian Dialogue 9-10 April 1999 // ISKCON Communications Journal. — 1999. — Вып. 7, № 2. — ISSN 1358-3867.
- Gerald T. Carney. Conference Reports - Spirit in the World II: Renunciation/Affirmation - A Vaisnava-Christian Dialogue 14-15 April 2000 // ISKCON Communications Journal. — 2000. — Вып. 8, № 1. — ISSN 1358-3867.
- Gerald T. Carney. Conference Report: Fourth Annual Vaisnava-Christian Dialogue 6-7 April 2001 // ISKCON Communications Journal. — 2001. — Вып. 9, № 1. — ISSN 1358-3867.
- Gerald T. Carney. The Vaishnava Aesthetics of Shri Rādhā Viraha Madhurī by Diwan Krishna Gopal Duggal of Wazirabad (1861-1912) // Journal of Vaishnava Studies. — 2003. — Вып. 12, № 1. — С. 177-212. — ISSN 1062-1237.
- Gerald T. Carney. Introductory Essay // Premānanda Bhāratī, Neal G. Delmonico Śrī Kṛṣṇa: The Lord of Love. — Kirksville, MO: Blazing Sapphire Press, 2007. — С. xv-xc. — ISBN 0974796875.
- Gerald T. Carney. Sri Krishna Prem and the Gita's Yoga // Journal of Vaishnava Studies. — 2007. — Вып. 16, № 1. — С. 91-120. — ISSN 1062-1237.
- Gerald T. Carney. The Economy of Water Transfers in the Religious Ecology of Contemporary Vrindavan (недоступная ссылка — история) // Journal of Vaishnava Studies. — 2010. — Вып. 19. — С. 95-108. — ISSN 1062-1237.

## Доклады на научных конференциях
- The Theology of Kavikarṇapūra: Insights into the Religious Development of Caitanya’s Character — 1977.
- Lessons for Christianity from the Failure of the Japanese Missions (1549—1639) — 1981.